# Эктоин
Эктоин (1,4,5,6-тетрагидро-2-метил-4-пиримидинкарбоновая кислота) — органическое вещество, входит в группу осмопротектантов. Кроме прочего, эктоин вырабатывается галофильными (солелюбивыми) бактериями. Таким образом, эти бактерии защищаются от экстремальных условий окружающей среды, например, от сильных температурных колебаний, высокой концентрации солей, высыхания и УФ-излучения. Благодаря эктоину экстремофильные организмы могут выживать в стрессовых условиях.

## Нахождение в природе
Эктоин – один из наиболее широко распространенных осмопротектантов. Впервые он был обнаружен в пурпурной бактерии Halorhodospira halochloris (прежнее название Ectothiorhodospira halochloris, отсюда происходит название эктоин), представитель рода Methylobacterium, которая происходит из соленого озера в Вади-Эль-Натрун, Египет (Скитская пустыня). Сегодня известно, что эктоин содержится в большинстве грамотрицательных и грамположительных бактерий.
Для компенсации осмолитического эффекта при высоких концентрациях солей и для предотвращения потерь воды эти экстремофильные бактерии вырабатывают в цитоплазме эктоин, частично в очень высоких концентрациях. При этом, с одной стороны, эктоин используется для регулирования осмотического стресса, с другой стороны, он защищает и стабилизирует белки, ферменты, нуклеиновые кислоты и клеточные мембраны, не проникая в обмен веществ бактерий.

## Получение
Эктоин получают в процессе ферментации, химическим и ферментативным способом. В промышленных масштабах сегодня эктоин производится в процессе ферментации. Для этого используется специфический штамм галофильных бактерий Halomonas elongata, ранее не подвергавшийся изменениям методом генной инженерии. Очистка осуществляется при помощи микро/ультрафильтрации, электродиализа и хроматографии. Производством эктоина в промышленных объемах занимаются фармацевтические компании Германии.

## Применение
Эктоин применяется в продуктах медицинского назначения и в косметике. Эффект, который эктоин оказывает на бактерии, можно применять на человеческой коже, слизистой оболочке и липидах. Так же как и в бактериях, эктоин стабилизирует природную структуру биополимеров, таких как белки, нуклеиновые кислоты и биомембраны, а также защищает кожу и слизистые оболочки от вреда, оказываемого такими факторами стресса как УФ-излучение, сухость, тонкая пыль или аллергены, уменьшает уже причиненный вред.
Кроме этого, эктоин также применяется для стабилизации биологически активных субстанций, например, белков, нуклеиновых кислот или клеток. При помощи эктоина биологически активные субстанции получают защиту в процессе хранения (например, замораживание/размораживание), а антитела и ферменты стабилизируются в основных растворах и в разведённых рабочих растворах (например, ПЦР).

## Механизм действия
Механизм физического действия эктоина очень хорошо изучен. Особенность эктоина заключается в том, что он окружает себя и соседние белки или клеточные мембраны слоем воды (preferential exclusion). Многочисленные исследования доказали, что этот слой воды очень стабилен. Сам эктоин не вступает в соединения с протеинами, он также не может проникать в клетки. Благодаря образованию слоя воды эктоин стабилизирует клеточные мембраны и липиды, улучшает их подвижность. Протеины стабилизируются в своей природной структуре.

## Применение в продуктах медицинского назначения
Клинические исследования доказали, что наряду со стабилизирующим действием, которое эктоин оказывает на биомолекулы, он также имеет противовоспалительные свойства. Ввиду этого в медицинской промышленности эктоин применяется в препаратах против раздражения и воспалительных заболеваний кожи и слизистых оболочек. Сюда относятся такие заболевания как простуда, аллергия, заболевания дыхательных путей, сухость носа и глаз, мукозит, зуд или воспаление наружного слухового прохода, а также воспалительные кожные заболевания, например, нейродермит, псориаз или экзема.
В аптеках Германии, Австрии и Швейцарии можно приобрести эктоин-содержащие спреи для носа, глазные капли или кремы. На Украине и в Грузии — эктоин-содержащие спреи для носа и глазные капли с эктоином. В России препараты на основе эктоина представлены увлажняющим кремом на основе эктоина и эктоин-содержащим спреем для носа.

## Противопоказания
При повышенной чувствительности к эктоину эктоин-содержащие препараты применять нельзя.

## Нежелательное воздействие лекарственных препаратов
Эктоин-содержащие препараты отличаются хорошей переносимостью. На сегодняшний момент отсутствуют данные относительно повторного возникновения или устойчивого действия побочных эффектов.

## Эктоин в офтальмологии
В ходе клинических исследований, проводившихся в Германии, было доказано, что глазные капли с содержанием 2% раствора эктоина могут безопасно применяться у пациентов с аллергическим конъюнктивитом. По оценке врачей эффективность этих препаратов была такой же хорошей, как и препаратов с азеластином, и минимальное число нежелательных явлений отражает очень хороший профиль безопасности используемых методов лечения.
Капли для глаз с меньшим содержанием эктоина активно применяются для лечения синдрома сухого глаза.

## Особенности применения во время беременности
| 1 триместр                        | 2 триместр                                                                                           | 3 триместр                                         |
| --------------------------------- | --- | -------------------------------------------------- |
| Разрешён при отсутствии аллергии. | Можно использовать, но при появлении аллергии необходимо прекратить применение и обратиться к врачу. | Разрешён, если нет индивидуальной непереносимости. |